# عبدالغفور بلوچ
عبدالغفور بلوچ (انگلیسی: Abdul Gafur Baloch؛ 1936 – ۲۵ ژوئن ۱۹۹۷ (۶۱ سال)) بازیکن و مربی فوتبال اهل پاکستان بود. وی از نسل مادری بلوچ ایرانی‌تبار بوده‌است.
وی همچنین در تیم‌های ملی فوتبال پاکستان بازی کرده است.